# Castello di Troja
Il castello di Troja (in lingua ceca Zámek Troja o Trojský zámek) si trova a Praga, nel quartiere settentrionale di Troja.

## Storia
Il conte Wenzel Adalbert Graf von Sternberg (Václav Vojtěch ze Šternberka) fece erigere tra il 1679 e il 1685 a Troja una residenza estiva in stile barocco su progetto di Jean Baptiste Mathey, per quanto si debbano probabilmente tenere presenti precedenti progetti di Giovanni Domenico Orsi de Orsini. Capomastro fu Silvestro Carlone il praghese.

Affresco nel castello di Troja: Le vittorie di Leopoldo I d'Asburgo, di Abraham Godyn e di suo fratello Isacco

Le decorazioni del castello, con dipinti alle pareti e al soffitto sono opera dei fratelli italiani Francesco e Giovanni Marchetti e dei fratelli di Anversa Abramo e Isacco Godyn, tra i quali l'Apoteosi della Casa degli Asburgo, nella grande sala centrale.

## Luogo e costruzione

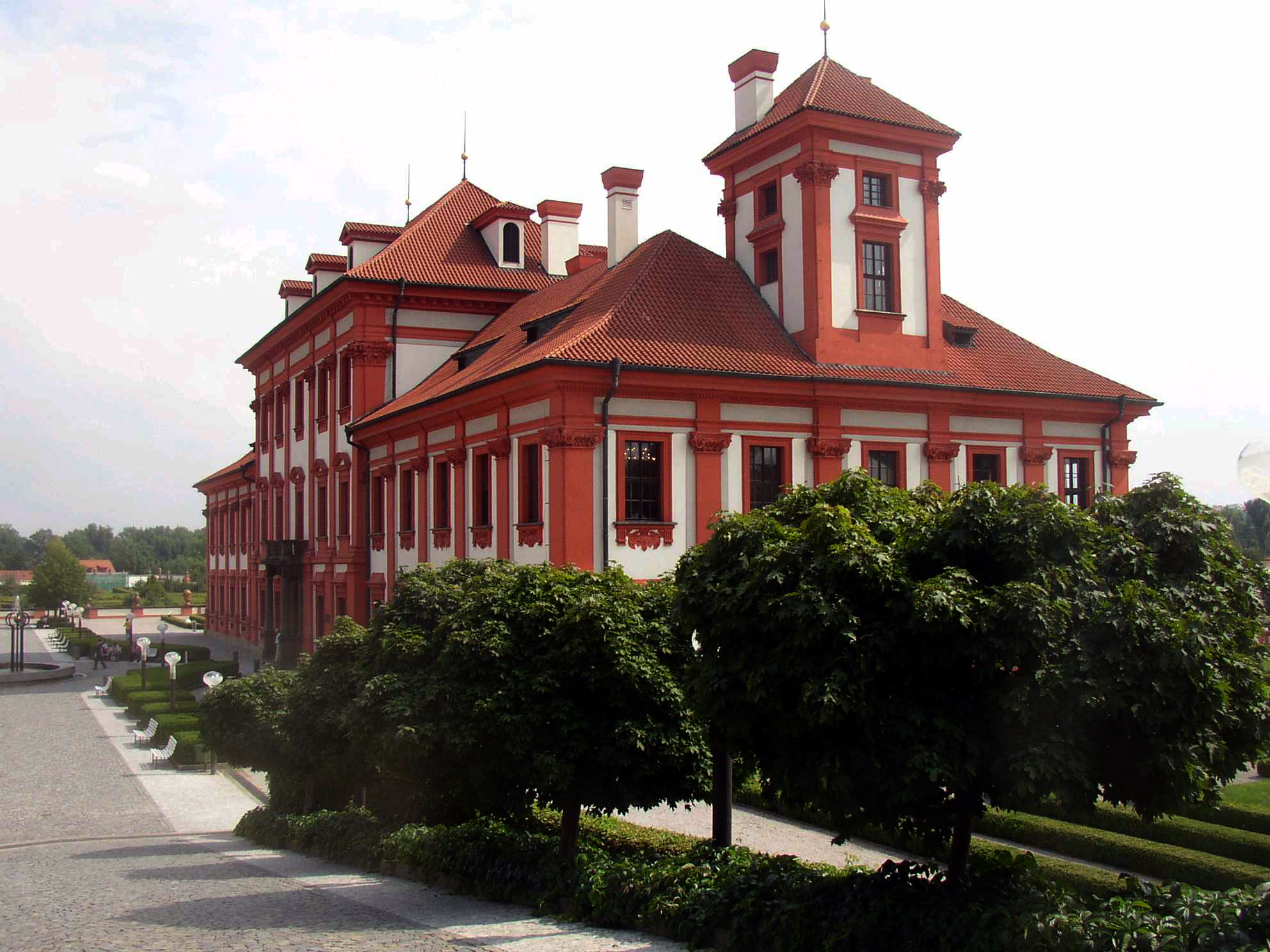
Veduta laterale del castello

Il castello si trova su un'altura a nord della Moldava e ai piedi dei pendii che salgono verso Bohnice ed è oggi inserito tra lo zoo di Praga a ovest, i vigneti a nord (immediatamente a nord del Giardino Botanico di Praga), come a est e sud i due suoi giardini.
Esso è costituito da più corpi: il corps de logis centrale con due tronconi di ali laterali, disposti verso sud sul giardino del castello, il fabbricato di servizio e le scuderie a nord, l'Orangerie al lato sud del giardino. Specialmente la facciata del corps de logis prospiciente il giardino, con la scalinata di accesso, appartiene all'eccellente aspetto del barocco degli edifici profani in Boemia. All'aspetto scultoreo della scalinata contribuirono gli scultori di Dresda Giorgio e Paolo Heermann.

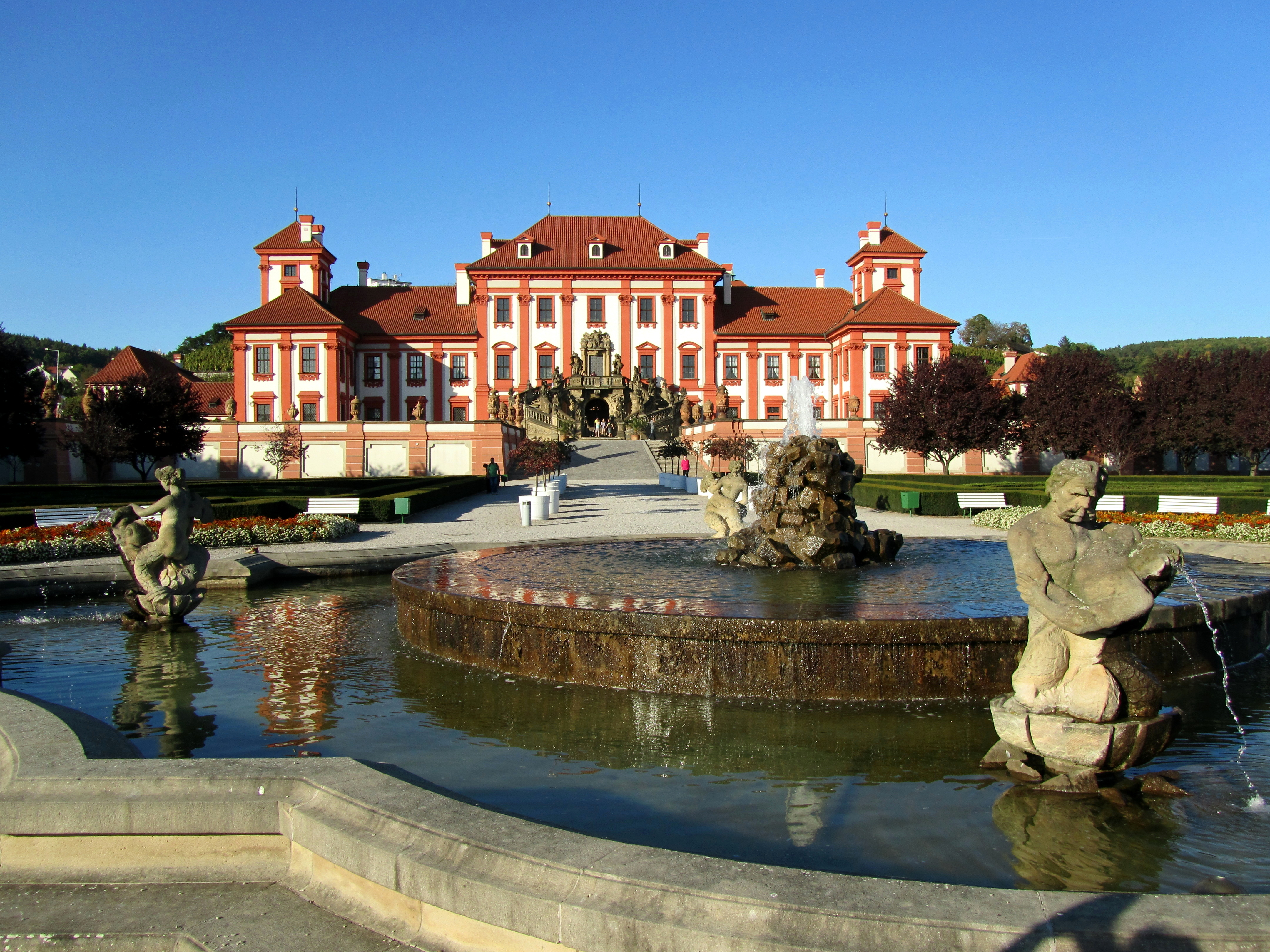
La fontana davanti al castello

Tra il castello e la Moldava si trova un piccolo giardino barocco "alla francese" con al centro una grossa fontana. Ad est si collega parimenti un frutteto barocco al cui centro si trova un labirinto. 
Nel castello sono esposti costumi storici e oggetti d'arte boema del XIX secolo. Ospita inoltre un'esposizione di antiche stampe e carte geografiche dell'estremo oriente. Dal 2011 vi è inoltre un'altra esposizione permanente di arte moderna ceca dal titolo: "Reminiscenze di modernità" (Akordy modernosti).